# Henri Guillermin
Pour les articles homonymes, voir Guillermin.
Henri Guillermin, né le 3 août 1920 à Prissé (Saône-et-Loire) et mort le 27 novembre 1984 dans le 6e arrondissement de Lyon (Rhône), est un homme politique français.

## Biographie
Après des études dans le secteur de la finance, Henri Guillermin devient gérant de société, à la fin de l'entre-deux-guerres. Il s'engage dès 1939, dans la résistance. En 1942, il crée le mouvement Franc-Tireur en Saône-et-Loire, avant une fusion avec le mouvement Combat, en 1943. Parallèlement, il est le responsable départemental des mouvements unis de la Résistance. Il rejoint alors les Forces françaises libres, à Londres. Il rentre clandestinement en France, en janvier 1944. L'indicatif d'Henri Guillermin est le merle blanc, alias Pacha, chef de la section des atterrissages et des parachutages (SAP) pour la région 4. Dans la nuit du 6/7 juillet 1944, il est parachuté avec un parachutage d'armes, il se casse les deux jambes, il est soigné par le Docteur Pierre-William Monties de Garlin, Médecin F.F.I. du Groupe 5, dit Réseau GUICHARNEAU. Au bout de 40 jours un avion anglais vient le récupérer. Ses actions lors de la Seconde Guerre mondiale lui vaudront le titre d'officier de la Légion d'honneur et d'être décoré de la Croix de Guerre, avec palmes, en France, de la Croix de guerre, en Belgique, et du Mérité polonais. En 1948, de retour à la vie civile, il devient gérant de la Société française industrielle et commerciale (SOFICOM), avant de s'engager dans une carrière politique. Parallèlement à cette carrière, il semble qu'il ait été membre du SAC.

## Détail des fonctions et des mandats
Le premier poste politique d'Henri Guillermin est celui de chargé de mission pour le Rassemblement du peuple français (R. P. F.), dans le sud-ouest de la France.

### Mandats parlementaires
Du 25 novembre 1962 au 2 avril 1967, il est élu député de la 2e circonscription du Rhône : 
À partir du 12 mars 1967, jusqu'au 30 mai 1968, il est élu, pour son second mandat, député de la 2e circonscription du Rhône : 
Du 30 juin 1968 au 1er avril 1973, il est élu, pour un troisième mandat, député de la 2e circonscription du Rhône.
À partir du 11 mars 1973, jusqu'au 2 avril 1978, il est élu pour son quatrième mandat, en tant que député de la 2e circonscription du Rhône : Le 4 avril 1974, il est élu secrétaire de l’Assemblée nationale, le temps d'une séance. Le 2 décembre 1976.